# Judy Garland (miniserie televisiva)
Judy Garland (Life with Judy Garland: Me and My Shadows) è una miniserie televisiva del 2001 basata sull'autobiografia di Lorna Luft Me and My Shadows: A Family Memoir (1998).
La miniserie ripercorre la vita e carriera di Judy Garland, interpretata da Tammy Blanchard durante la giovinezza e Judy Davis negli anni della maturità.

## Trama
Lanciata nel mondo dello spettacolo nel 1924, Judy Garland con gli anni si afferma come una delle maggiori stelle musicali e cinematografiche durante gli anni trenta, anche se l'abuso di droghe e il comportamento erratico portano a un prematuro declino durante gli anni cinquanta. Dopo il matrimonio con Sid Luft, la carriera della Garland vede nuovi successi grazie al film È nata una stella (1954) e una serie di concerti, anche se la sua travagliata vita privata e la dipendenza da barbiturici la portano alla morte all'età di quarantasette anni.

## Episodi
| Stagione       | Episodi | Pubblicazione USA | Prima TV Italia |
| -------------- | ------- | ----------------- | --------------- |
| Prima stagione | 2       | 2001              | 2001            |

## Personaggi e interpreti
- Judy Garland, interpretata da Tammy Blanchard (da giovane) e Judy Davis (da adulta) e doppiata da Maddalena Vadacca.
- Sidney Luft, interpretato da Victor Garber e doppiato da Enrico Maggi.
- Vincente Minnelli, interpretato da Hugh Laurie.
- Roger Edens, interpretato da John Benjamin Hickey, doppiato da Diego Sabre.
- Mickey Rooney, interpretato da Dwayne Adams, doppiato da Luigi Rosa.
- Lorna Luft, interpretata da Mackenzie Weiner (a 3 anni), Amber Metcalfeas (a 6 anni), Alison Pill (da giovane) e Krista Sutton (adulta)
- Liza Minnelli, interpretata da Brittany Payer (a 1-2 anni), Arielle Di Iulio as Liza (dai 6 agli 8 anni), Sarah Moussadji (dai 12 ai 15 anni) e Marie Ward (a 23 anni)
- Frank Gumm, interpretato da Aidan Devine.
- Ethel Gu, interpretata da Marsha Mason.
- Kay Thompson, interpretata da Sonja Smits.

## Riconoscimenti
- 2001 - Premio Emmy
  - Candidatura per la miglior mini-serie o film per la televisione
  - Miglior attrice in una mini-serie o film per la televisione a Judy Davis
  - Candidatura per il miglior attore non protagonista in una mini-serie o film per la televisione a Victor Garber
  - Miglior attrice non protagonista in una mini-serie o film per la televisione a Tammy Blanchard
  - Candidatura per la miglior regia di una mini-serie o film per la televisione a Robert Allan Ackerman
  - Candidatura per la miglior sceneggiatura di una mini-serie o film per la televisione a Robert L. Freedman
  - Migliori costumi in una mini-serie, film per la televisione o speciale a Dona Granata, Ann Peiponen e Brian Russman
  - Candidatura per la miglior fotografia in una mini-serie o film per la televisione a James Chressanthis
  - Candidatura per il miglior montaggio in una mini-serie o film per la televisione a Dony Dorn
  - Candidatura per il miglior casting in una mini-serie o film per la televisione a Deirdre Bowen, Mary Buck, Susan Edelman, Tina Gerussi
  - Candidatura per le migliori scenografie in una mini-serie, film per la televisione o speciale a Dan Davis, Ian Hall, Stephanie Ziemer
  - Migliori acconciature in una mini-serie, film per la televisione o speciale a Marie-Ange Ripka e Andrea Traunmueller
  - Miglior trucco in una mini-serie, film per la televisione o speciale a Debi Drennan, Kevin Haney, Pamela Roth
- 2002 - Golden Globe
  - Candidatura per la miglior mini-serie o film per la televisione
  - Miglior attrice in una mini-serie o film per la televisione a Judy Davis
  - Candidatura per la miglior attrice non protagonista in una serie a Tammy Blanchard
- 2002 - Critics' Choice Awards
  - Miglior miniserie o film per la televisione
  - Miglior attrice in una miniserie o film per la televisione a Judy Davis
- 2002 - Satellite Award
  - Miglior miniserie
  - Miglior attrice in una miniserie o film per la televisione a Judy Davis
  - Candidatura per la miglior attrice non protagonista in una miniserie o film per la televisione a Tammy Blanchard
- 2002 - Screen Actors Guild Award
  - Migliore attrice in un film televisivo o miniserie a Judy Davis